# Tetra Verlag
Die Tetra Verlag GmbH ist ein deutscher Verlag mit Sitz in Rheda-Wiedenbrück. Der Programmschwerpunkt liegt auf Sachbüchern und Ratgeberliteratur zu den Themen und Hobbybereichen Aquaristik (Süß- und Meerwasser), Terraristik (Amphibien und Reptilien), Teich und Teichbewohner sowie auf Zeitschriften und Kalender.  

## Geschichte
Die Verlagsanfänge reichen bis in die 1960er Jahre zurück. Die ersten Publikationen entstanden unter der Feder von Ulrich Baensch, dem Gründer der Tetra GmbH, und Hans Frey.
Damals hieß der Vorreiter der Zeitschrift TI, des heutigen Aquaristik-Fachmagazins, Wasserflohpost. In den Folgejahren wuchs auch der Verlag mit seinen Druckerzeugnissen. Unter der Schirmherrschaft von Tetra entstanden mehr als 100 Bücher in 12 Sprachen, das TI-Magazin erschien seither in mehreren Lizenzen. Zudem wurden Kalender mit großer Auflage produziert.
Seit Dezember 1997 hat die Tetra Verlag GmbH eine neue Entwicklung eingeschlagen. Sie ist eine von Hans-Joachim Herrmann geführte, unabhängig vom ehemaligen Eigentümer agierende GmbH, die sämtliche Buchtitel, Kalender und das Aquaristik-Fachmagazin mit allen Rechten übernommen hat. Seit Januar 2003 ist die Tetra Verlag GmbH in Velten (nördlich von Berlin) tätig. 2022 wechselte die Tetra Verlag GmbH die Geschäftsführung und zog nach Rheda-Wiedenbrück in Nordrhein-Westfalen.
2008 wurden zwei Folgen der Fernsehsendung Aquaristik-Fachmagazin (Untertitel: Die Sendung zur Zeitschrift) auf dem Privatsender Tier-TV ausgestrahlt. Moderiert wurden beide Sendungen von Hans-Joachim Herrmann. Der Tetra-Verlag hat im August 2025 Insolvenz angemeldet.

## Programm
Zu den Autoren, die in der Tetra Verlag GmbH publizieren, gehören namhafte Aquarienfachleute, aber auch prominente Ichthyologen und Herpetologen. So findet man Namen wie Kai Arendt, Hans-Georg Evers, Hartmut Greven, Joachim Großkopf, Horst Linke, Chris Lukhaup, Gerhard Ott, Helmut Pinter, Frank Schneidewind, Ingo Seidel, Wolfgang Staeck, Helmut Stallknecht, Christian Steinberg, Axel Zarske und viele weitere. 
Durch die Übernahme der Zeitschrift Aquarium heute (damals Aquadocumenta Verlag / Dupla Aquaristik) im Jahre 2001 avancierte das Aquaristik-Fachmagazin mit aktuell 128 Seiten je Ausgabe zum seitenstärksten AquaTerra-Journal im deutschsprachigen Raum. Seit 1968 sind mehr als 200 Ausgaben veröffentlicht worden. Mit dem 42. Jahrgang ist das Magazin eine der ältesten vivaristischen Zeitschriften in Deutschland. Zu den Themen gehören Kommunikation, Trends und Neuheiten, Lifestyle und Vivaristik, Reise, Ersteinführungen von Fischen und Reptilien und fachliches Know-how sowie Berichte aus allen Hobbybereichen.
Das Buchprogramm umfasst derzeit etwa 50 lieferbare Titel aus allen Bereichen der Vivaristik.